# Bolszoje Barakowo
Bolszoje Barakowo (ros. Большое Бараково) – wieś w Rosji, w rejonie kiczmiengsko-gorodieckim obwodu wołogodzkiego. W 2010 r. liczyła 35 mieszkańców.